# Gdańsk Główny
Gdańsk Główny (dříve pojmenované německy Danzig Hauptbahnhof) je hlavní nádraží v Gdaňsku v severním Polsku, Pomořském vojvodství.

## Historie

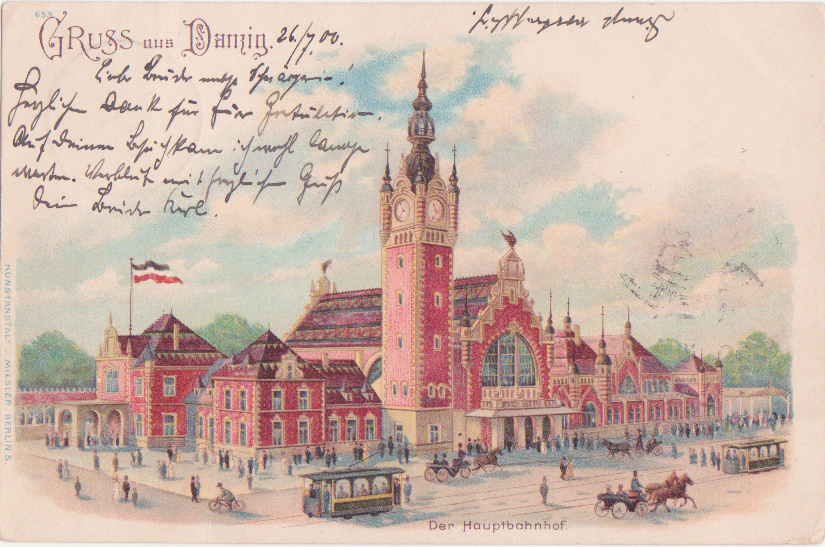
Gdańsk Główny 1903

První železniční trať v Gdaňsku byla otevřena v roce 1852. Kolem roku 1867 v oblasti dnešního nádraží sloužila provizorní stanice „Brama Wyżynna“. Přístup k ní byl možný pouze z východní strany, ze západní strany ji odděloval příkop a pevnost. Stavba nového nádraží mohla být zahájena až po odstranění starého příkopu a pevnosti na západní straně.
Reprezentativní a prostorná budova hlavního nádraží byla postavena v letech 1894-1900 ve stylu „gdaňské renesance“ dle návrhu Aleksandra Ruedella, Paula Thoemera a Georga Cunyho. Jedná se o směsici renesance a baroka. Bohatě zdobená nádražní budova a věž s hodinami byla postavena z cihel a pískovce. Nádraží bylo slavnostně otevřeno 30. října 1900. Věž s hodinami o průměru 3,25 m, dosahující do výše 50 m, byla postavena v letech 1900-1903.
Nádraží ve své době odpovídalo náročným standardům. Kupříkladu bylo vybaveno prostornou halou s výdejnami jízdenek, úschovnou zavazadel, telegrafním úřadem, policejní stanicí. Nelze opomenout telefonní budky, umývárny, toalety pro muže a ženy, občerstvení. Čekárny byly odděleny pro I. a II. třídu a zvlášť pro III. a IV. třídu. Výstavba nádraží zasáhla do okolních oblastí města, které se staly atraktivní pro investory, zejména v pohostinství.
V roce 1945 během druhé světové války byla nádražní budova zapálena. Ohni unikla pouze věž s hodinami. Po druhé světové válce prošlo nádraží rekonstrukcí. 
V roce 2023 proběhla rekonstrukce.[jaká?]

## Obecný přehled
Na nádraží byly vybudovány dva podchody. Kratší podchod spojuje hlavní nádražní halu s prvním a druhým nástupištěm. Delší podchod spojuje zbývající nástupiště, ale také autobusové nádraží a ulici Podwala Grodzkiego. Tento podchod umožňuje také snadný přístup k tramvajovým zastávkám v ulici Podwala Grodzkiego a 3 Maja u autobusového nádraží, zahrnuje několik obchodů.

## Železniční doprava
Příměstská železnice na samostatné síti společnosti PKP Szybka Kolej Miejska w Trójmieście (zkráceně SKM, je současně dopravcem i provozovatelem dráhy) slouží především pro spojení s městy Gdaňsk, Sopoty, Gdyně, Rumia, Reda a Wejherowo. V mnohem menší míře obsluhuje také Lębork, Słupsk, Pruszcz Gdański, Tczew a jejich okolí.
Gdaňské hlavní nádraží obsluhují také dálkové vnitrostátní spoje jedoucí např. do Varšavy - (Warszawa Zachodnia, Warszawa Centralna, Warszawa Wschodnia), Katovic, Krakova - (Kraków Główny), Lublinu - (Lublin (nádraží)), ale i města Hel, které se nachází u Baltského moře na špici Helské kosy. Z Gdaňsku také míří jeden mezistátní spoj a to vlak Eurocity Sobieski z Gdyně přes Varšavu, Katovice, Bohumín, Přerov a Břeclav do stanice Wien Hauptbahnhof. Ráno vyjíždí z Gdyně a večer je ve Vídni. A to stejné i naopak.

## Galerie

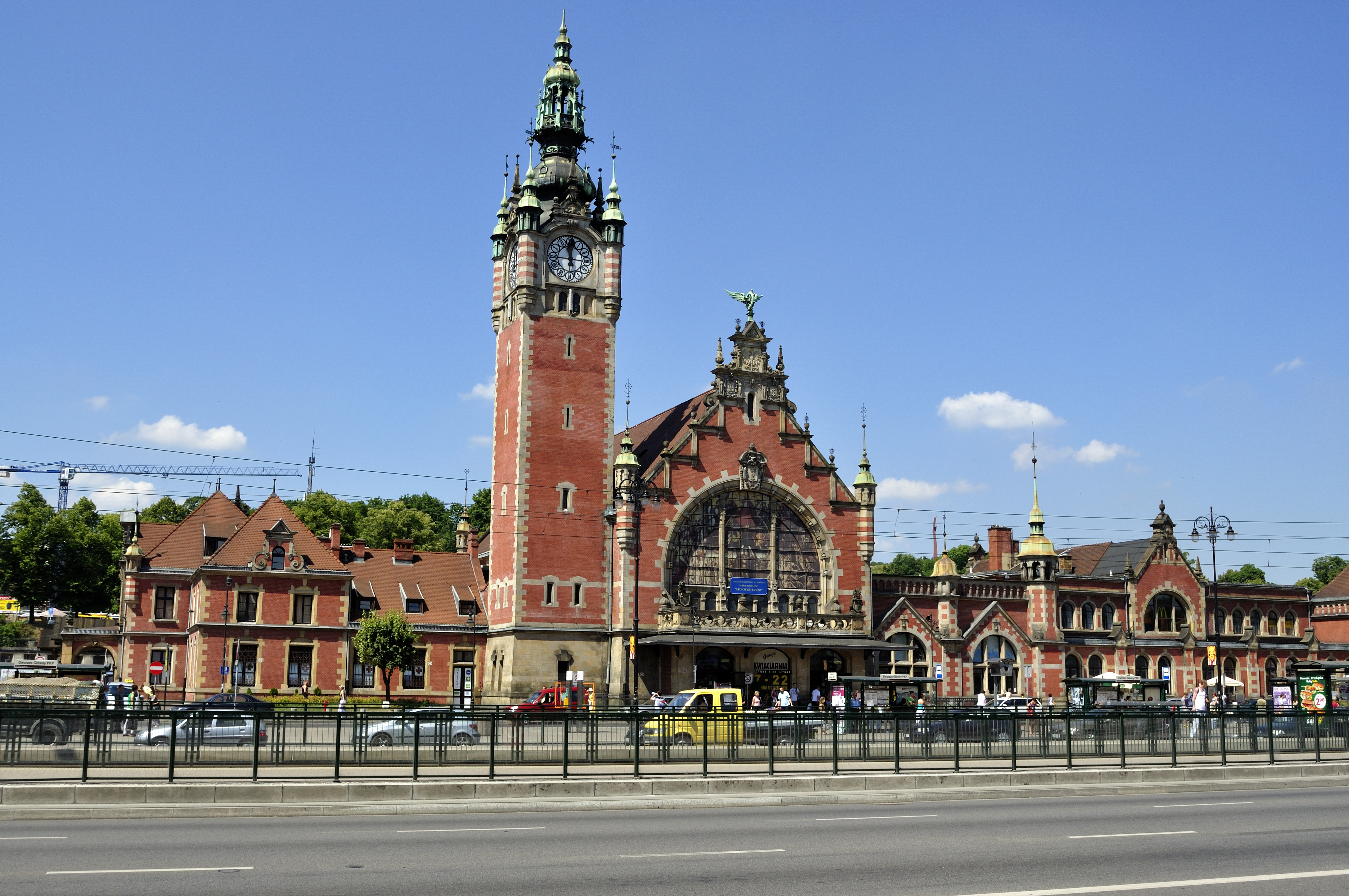
Staniční budova
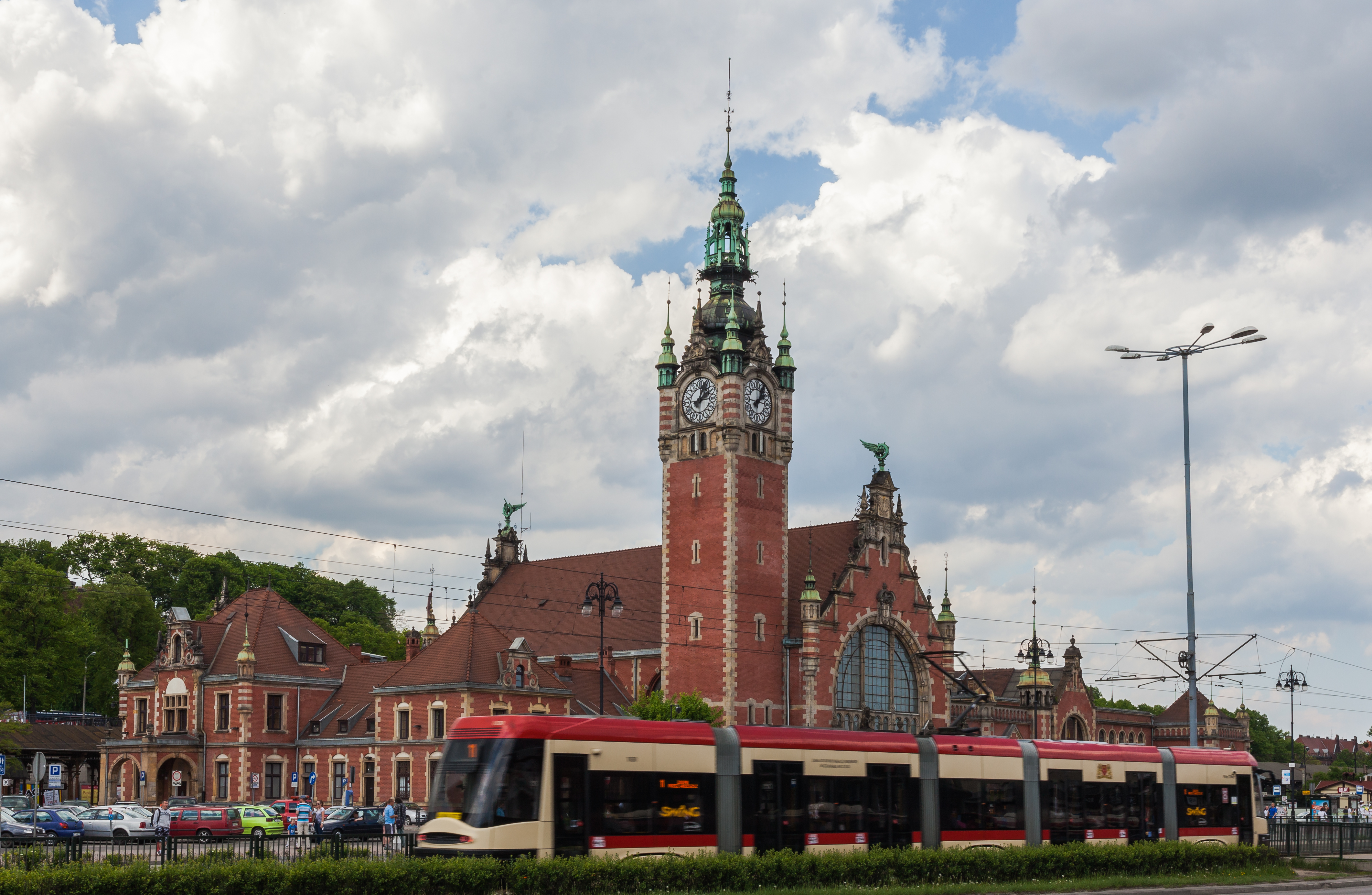
Staniční budova
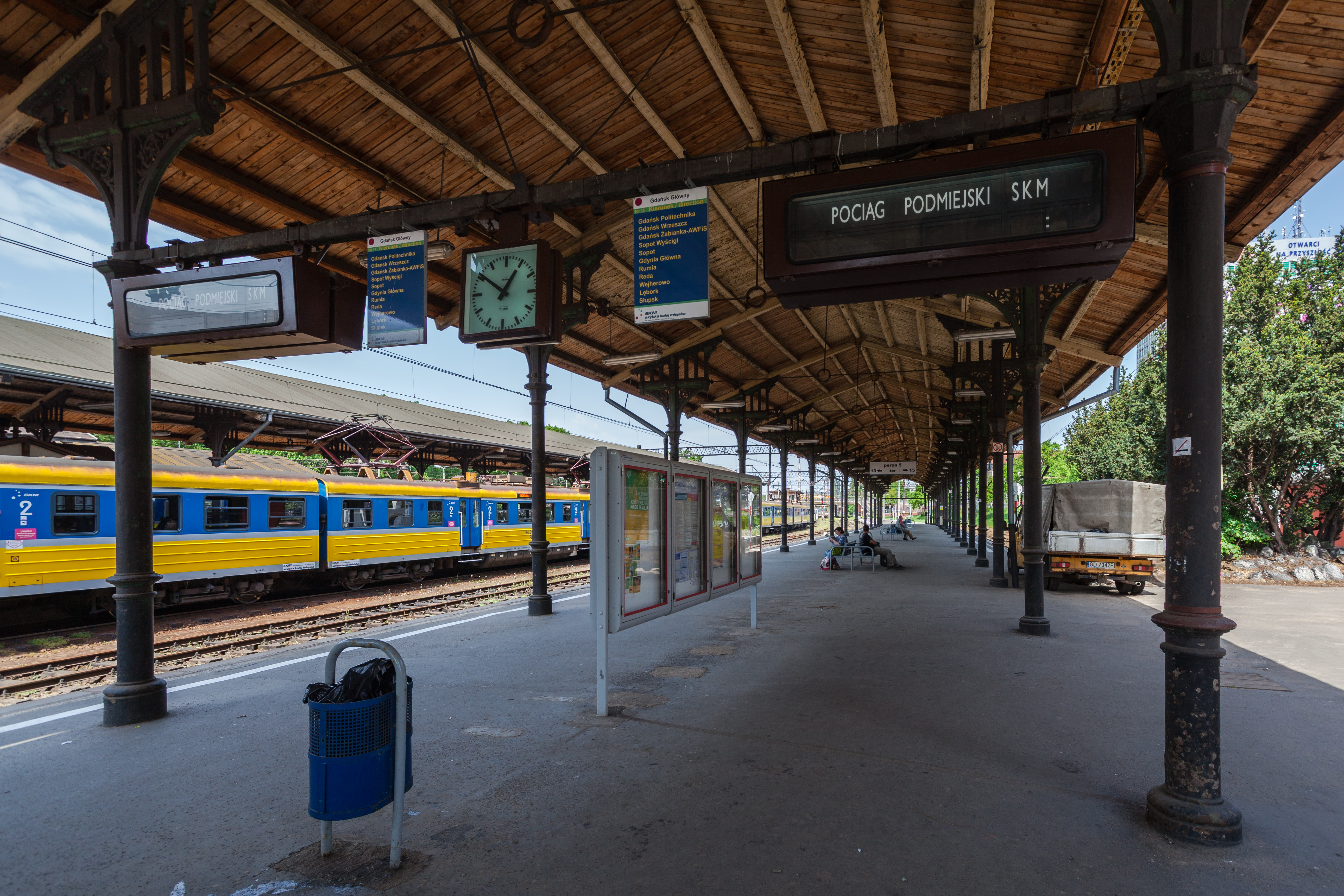
Nástupiště
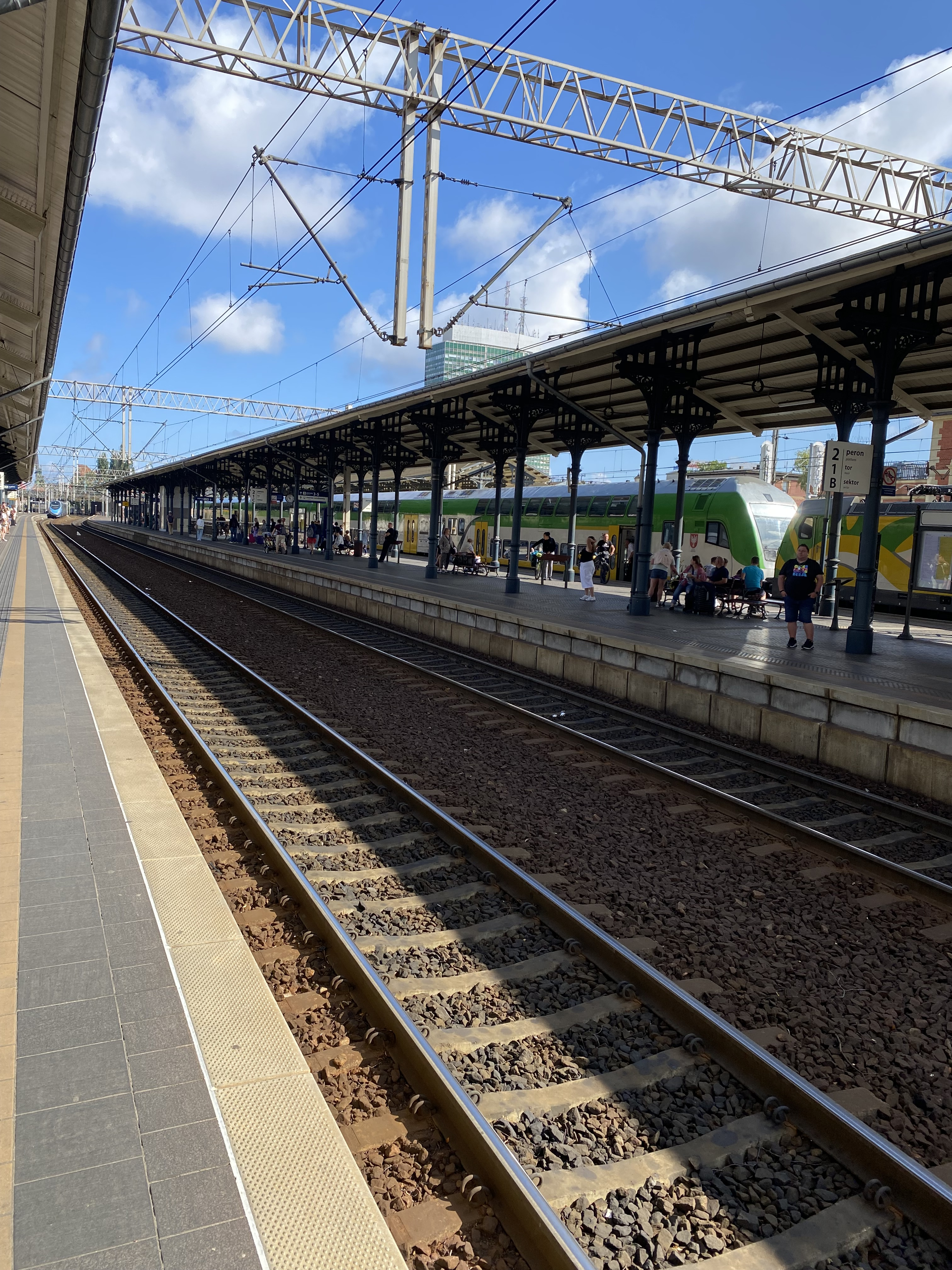
Nástupiště po rekonstrukci (2024)
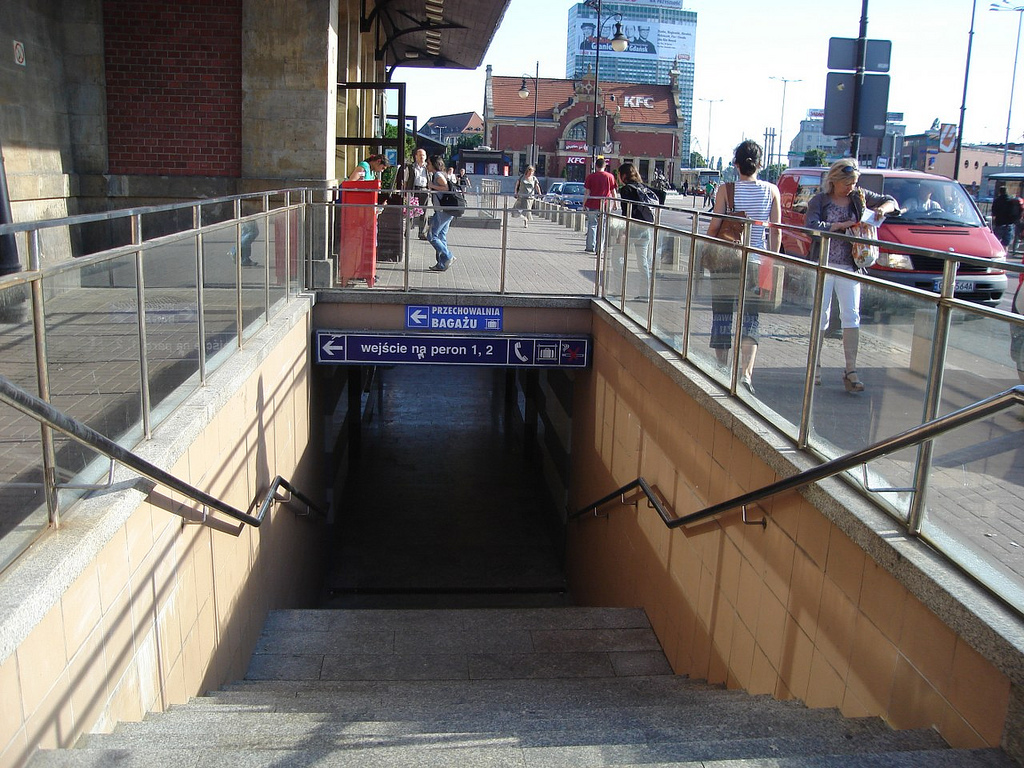
Podchod k prvnímu a druhému nástupišti
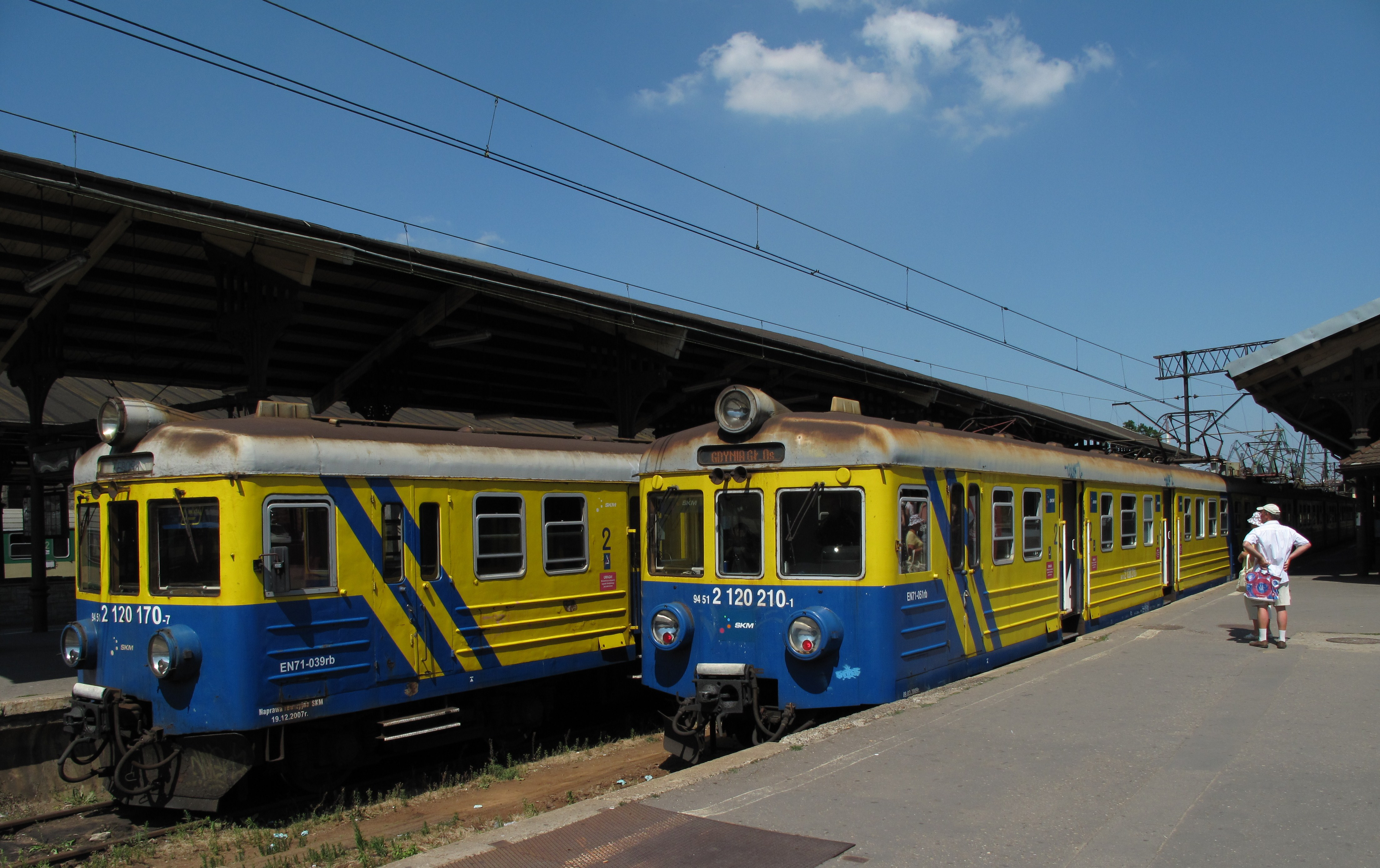
Spoje dopravce SKM
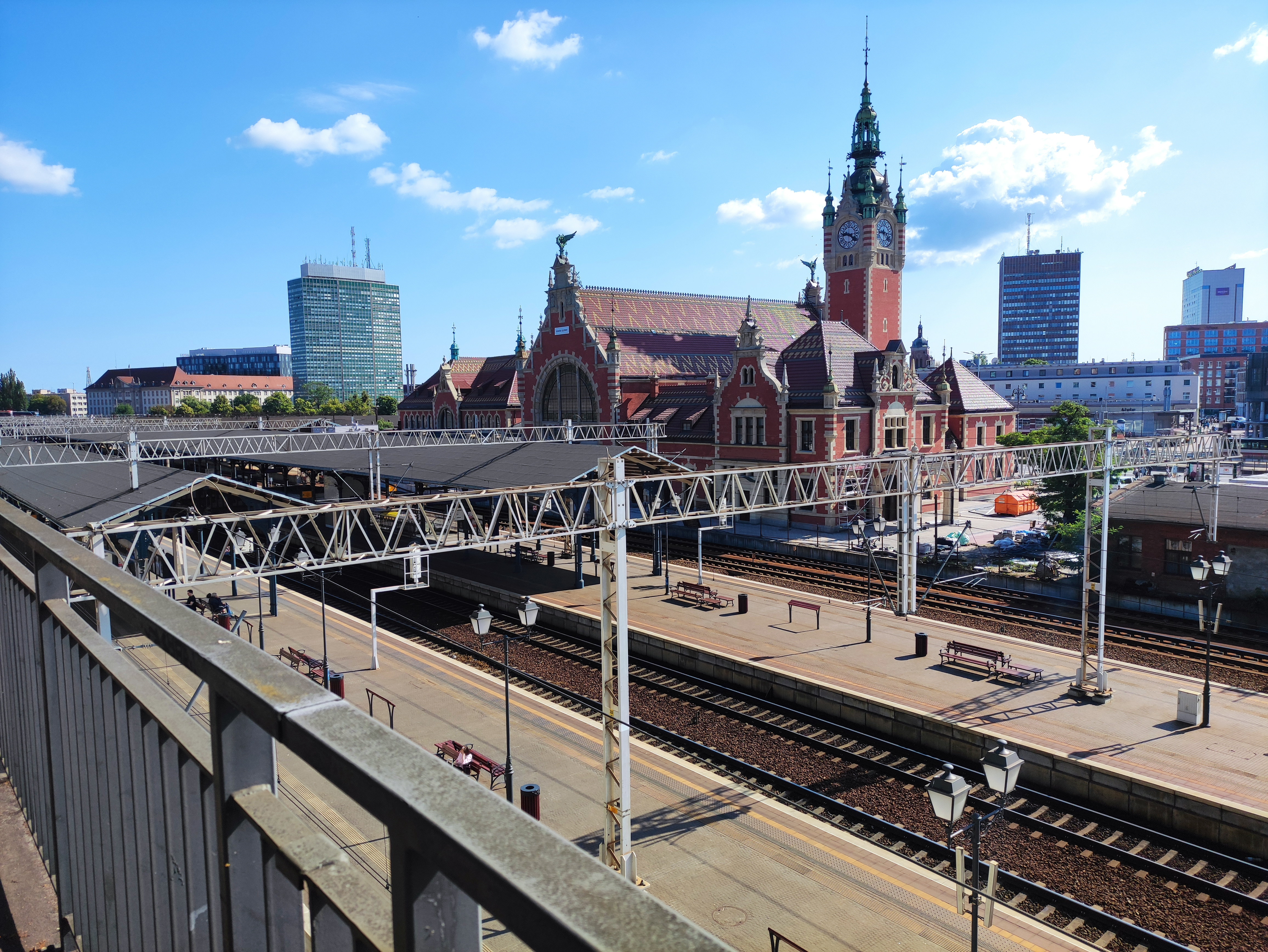